# Chilenska Supercupen
Chilenska Supercupen, eller Supercopa de Chile, är en chilensk fotbollstävling som spelas årligen mellan vinnaren av Primera División de Chile (Chiles högsta division) och vinnaren av Copa Chile (chilenska cupen). Supercupen består endast av en match, som spelas hemma hos vinnaren av högstadivisionen. Tävlingen startade 2013 och då deltog vinnarna av Torneo Transición 2013, Unión Española, samt Copa Chile 2012/2013, Universidad de Chile. Unión Española vann Supercupen med 2-0 och blev därmed de första segrarna av tävlingen. År 2014 vann O'Higgins (segrare av Torneo Apertura 2013 och bästa mästarlag i den sammanlagda tabellen) över Deportes Iquique efter straffläggning.

## Vinnare
| Säsong | Mästare              | Tvåa                      | Resultat    |
| 2013   | Unión Española       | Universidad de Chile      | 2–0         |
| 2014   | O'Higgins            | Deportes Iquique          | 1–1 (3–2 s) |
| 2015   | Universidad de Chile | Universidad de Concepción | 2–1         |
| 2016   | Universidad Católica | Universidad de Chile      | 2–1         |
| 2017   | Colo-Colo            | Universidad Católica      | 4–1         |
| 2018   | Colo-Colo            | Santiago Wanderers        | 3–0         |
| 2019   | Universidad Católica | Palestino                 | 5–0         |
| 2020   | Universidad Católica | Colo-Colo                 | 4–2         |
| 2021   | Universidad Católica | Ñublense                  | 1–1 (7–6 s) |